# Paopi
Paopi (in copto: Ⲡⲁⲱⲡⲉ, Paōpe), conosciuto anche come Phaophi (in greco: Φαωφί, Phaōphí) e Babah (in arabo: بابه, Baba), è il secondo mese dei calendari egizio e copto. Nel calendario Gregoriano, Paopi corrisponde al periodo che va dall'11 ottobre al 9 novembre.
Nell'antico Egitto, il mese di Paopi era anche il secondo mese della stagione dell'Akhet ("inondazione"), il periodo in cui le acque del Nilo inondavano i campi e la terra circostanti, cosa che fecero fino alla costruzione della diga di Assuan, inaugurata nel 1970.

## Nome
Il nome del mese di Paopi significa "quello di Opet" poiché in questo mese originariamente si celebrava la "Bellissima festa di Opet". Gli antichi egizi credevano che durante questo mese il dio del Sole, Amon-Ra, viaggiasse da Karnak a Luxor per celebrare la famosa festa di Opet.

Il nome in lingua egizia era: 
| G40 | G1 | N35 | M17 | Q3 · X1 | B1 |

 (P3-n-Jpt).

## Sinassario copto del mese di Paopi
Di seguito il sinassario del mese:
| Copto   | Giuliano     | Gregoriano | Commemorazioni |
| ------- | ------------ | ---------- | --- |
| Paopi 1 | Settembre 28 | Ottobre 11 | - Martirio di Sant'Anastasia. |
| 2       | 29           | 12         | - Arrivo di San Severo, Patriarca di Antiochia, nei monasteri egizi. |
| 3       | 30           | 13         | - Morte di San Simeone II, cinquantunesimo Papa di Alessandria. - Martirio di San Giovanni il soldato.                                                                                               |
| 4       | Ottobre 1    | 14         | - Martirio di San Bacco, l'amico di San Sergio. |
| 5       | 2            | 15         | - Martirio di San Paolo, Patriarca di Costantinopoli. |
| 6       | 3            | 16         | - Morte della profetessa Anna, madre del profeta Samuele. |
| 7       | 4            | 17         | - Morte di San Paolo di Tammah. - Martirio di San Menas e San Hasina. |
| 8       | 5            | 18         | - Martirio di San Matra. - Martirio dei santi Hor, Susanna (Tosia) e dei loro bambini, e di Sant'Agatone l'eremita.                                                                                  |
| 9       | 6            | 19         | - Morte di Sant'Eumene, settimo Papa di Alessandria. - Eclisse di sole dell'anno 1242. - Commemorazione di San Simone, vescovo.                                                                      |
| 10      | 7            | 20         | - Martirio di San Sergio, amico di San Bacco. |
| 11      | 8            | 21         | - Morte di San Giamoco, Patriarca di Antiochia - Morte di San Pelagia. |
| 12      | 9            | 22         | - Commemorazione dell'arcangelo Michele. - Martirio di San Matteo, apostolo ed evangelista. - Morte di San Demetrio, dodicesimo Papa di Alessandria.                                                 |
| 13      | 10           | 23         | - Morte di San Zaccaria, monaco. |
| 14      | 11           | 24         | - Morte di San Filippo di Cesarea, uno dei Sette Diaconi. |
| 15      | 12           | 25         | - Martirio di San Pantaleone, medico. |
| 16      | 13           | 26         | - Commemorazione di San Carpo, Sant'Apollo (Papylus) e San Pietro, discepoli di Sant'Isaia l'eremita. - Morte di Sant'Agatone, trentanovesimo Papa di Alessandria.                                   |
| 17      | 14           | 27         | - Morte di San Dioscoro II, trentunesimo Papa di Alessandria. |
| 18      | 15           | 28         | - Morte di San Teofilo, ventitreesimo Papa di Alessandria. |
| 19      | 16           | 29         | - Assemblea del concilio a Antiochia contro Paolo di Samosata, nel 280- - Martirio di San Teofilo e di sua moglie ad al-Fayyum                                                                       |
| 20      | 17           | 30         | - Morte di San Giovanni Colobos (il corto). |
| 21      | 18           | 31         | - Morte del profeta Gioele. - Commemorazione della Santa Vergine Maria, madre di Dio. - Ricollocazione del corpo di Lazzaro. - Morte di San Freig (Abba Tegi, o Anba Ruwais) - Morte di Madre Irini. |
| 22      | 19           | Novembre 1 | - Martirio di San Luca, evangelista. |
| 23      | 20           | 2          | - Martirio di San Dionigi, vescovo di Corinto. - Morte di San Giuseppe, cinquantaduesimo Papa di Alessandria.                                                                                        |
| 24      | 21           | 3          | - Morte di Sant'Ilarione, anacoreta. - Martirio dei santi Paolo, Longino e Dinah (Zena). |
| 25      | 22           | 4          | - Morte di Sant'Abib e Sant'Apollo. - Consacrazione della chiesa di San Giulio di Aqfahs ad Alessandria.                                                                                             |
| 26      | 23           | 5          | - Martirio di San Simone, apostolo. - Commemorazione dei sette martiri del monte di sant'Antonio. |
| 27      | 24           | 6          | - Martirio di San Macario, vescovo di Edkow (Tkoou). |
| 28      | 25           | 7          | - Martirio di San Marciano e San Mercurio. |
| 29      | 26           | 8          | - Martirio di San Demetrio di Tessalonica. |
| 30      | 27           | 9          | - Consacrazione della chiesa di San Marco l'evangelista e dell'apparizione della sua santa testa. - Morte di Sant'Abramo (Ibrahim) l'eremita di Menfi.                                               |